# Diego de Cárdenas (gobernador de Yucatán)
Diego de Cárdenas (Sevilla, 1581-Madrid, 11 de febrero de 1654), militar y político español de origen sevillano, caballero de la Orden de Santiago; capitán general y gobernador de Yucatán de 1621 a 1628, nombrado por el rey Felipe III de España.

## Datos biográficos e históricos
Diego de Cárdenas había residido en Sevilla. Ahí se casó con Ana de Portugal, descendiente de Cristóbal Colón. El 5 de diciembre de 1620 fue designado gobernador de Yucatán poco antes de la muerte de Felipe III, aunque no llegó a San Francisco de Campeche sino hasta agosto de 1621, tomando posesión de sus cargos en Mérida, Yucatán el 1 de septiembre del mismo año.
En julio de 1621 se habían recibido en la Capitanía General de Yucatán las noticias de la muerte de Felipe III y del ascenso al trono de España de su sucesor, Felipe IV. Este último confirmó en el gobierno de la provincia, mediante un edicto especial de carácter general, a quien lo estuviera ejerciendo que a la sazón era el capitán Arias, conde de Lozada y Taboada. La circunstancia sirvió para que este intentara quedarse en el poder. Pero ya se dijo que Felipe III, antes de morir, había nombrado al sucesor del conde de Lozada, nombramiento que recayó en la persona de Diego de Cárdenas quien, con la oposición de su antecesor, tomó posesión de su cargo apoyado por las facilidades que le brindaron tanto el ayuntamiento de Mérida, como el de Campeche, deseosos ambos de deshacerse del impopular gobernador anterior.
Al hacerse cargo de su puesto el nuevo gobernador suspendió de inmediato la aplicación del decreto real sobre la concesión de las encomiendas cuya puesta en vigor había vuelto tan impopular a su antecesor. Diego de Cárdenas, a partir de entonces concedió las encomiendas a quienes las necesitaban, aunque se tratara de doncellas pobres o de caballeros distinguidos pero sin fortuna. Recuperó así la benevolencia de los criollos de la región. Otro hecho que le atrajo simpatías es que en marzo de 1622 se presentó en la península de Yucatán Diego de Porras y Villerías quien venía con el nombramiento de juez de residencia de los gobernadores anteriores Francisco Ramírez Briceño y Arias de Lozada, pero el gobernador, arriesgando la enemistad con el virrey de la Nueva España quien había enviado al juez de residencia, se negó a que la tarea fuera desempeñada. Como era de esperarse, el virrey se quejó ante la corte española, pero la respuesta del rey fue favorable a Diego de Cárdenas.

## Rebelión de Sacalum
Durante la administración de Diego de Cárdenas los religiosos franciscanos buscaron ampliar la evangelización de los mayas de la región sur de la península de Yucatán. Para ese efecto congregaron numerosos indígenas en la zona de los denominados Montes de la Pimienta, en el poblado de Sacalum. Fray Diego Delgado, que fue uno de los franciscanos encargados de la evangelización por aquellos lares, solicitó al gobernador que confirmara la constitución de un ayuntamiento indígena en la población, cosa que se hizo. Al mismo tiempo, sin embargo, el capitán Francisco Mirones logró convencer la gobernador de emprender la conquista militar del Petén guatemalteco, que seguía bajo dominio de los itzaes. Tanto el gobernador como el militar se apresuraron a entrar en acción sin esperar la aprobación de la corona para esa conquista. Al enterarse Diego Delgado de que se iba a utilizar la fuerza para doblegar a los indígenas, se adelantó a los milicianos de Mirones y emprendió la ruta hacia Tayasal donde estaba el reducto más importante de los mayas para intentar pactar con ellos. Para su mala fortuna el religioso fue muerto por los itzaes en cuanto entró en contacto con ellos en el Petén.
Pero la misma suerte corrieron los que se quedaron en Sacalum, incluyendo el capitán Mirones cuya actitud pugnaz y altanera había ofendido y alterado a los indígenas que se encontraban en la población sujetos a la evangelización de los franciscanos. Y no solamente él, sino también fray Juan Henríquez que se había quedado a sustituir al P. Delgado. Sucedió que el 2 de febrero de 1624 se dio un proceso de rebelión en el poblado en el cual los mayas sorprendieron a los españoles mientras estos atendían una misa, acuchillándolos a todos sin excepción.
Diego de Cárdenas ordenó la búsqueda y captura de los culpables para que se les juzgara en Mérida. Para ello fue enviado el capitán Fernando Caamal al frente de un contingente militar que logró aprisionar a un considerable número de rebeldes y particularmente a quien había encabezado la rebelión: Ah Kin Pol el batab del pueblo. Los sublevados fueron trasladados a Mérida y ejecutados en la plaza pública.
Cárdenas gobernó cinco años de su periodo y le fueron otorgados dos más. Cuando los concluyó, en 1628, entregó el poder a su sucesor Juan de Vargas Machuca.

## Armada de Portugal
Al concluir su mandato como gobernador de Yucatán, Diego de Cárdenas fue nombrado maestre de campo y general de la Armada de Portugal y Superintendente del Consejo Supremo de Guerra en Portugal. El 1 de diciembre de 1640 se declaró la independencia de Portugal del dominio español y el general fue detenido en Lisboa el 8 de diciembre del mismo año. Estuvo preso en Torre Vedras durante 3 años. Regresó a Madrid el 23 de diciembre de 1643 y se convirtió en el Capitán general de Cataluña y Consejero de Guerra. Finalmente fue nombrado Consejero de Indias el 15 de enero de 1654, falleció en Madrid menos de un mes después, el 11 de febrero. Cuando se extinguió la descendencia de su hermano Don Lorenzo, el condado de La Puebla del Maestre pasó a los herederos de Diego.